# Pieperrace

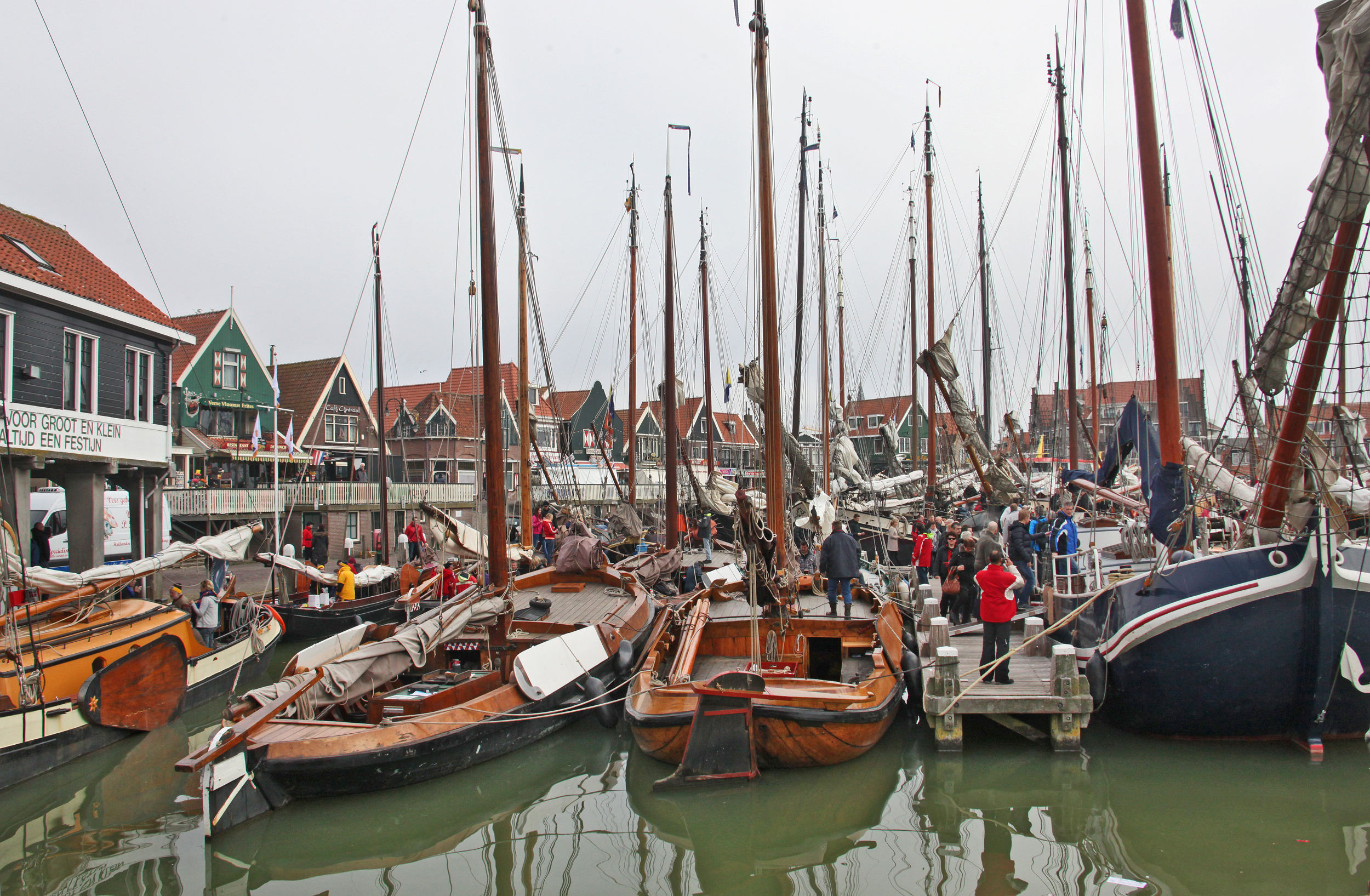
De Pieperrace in Volendam

De Pieperrace is een jaarlijkse tweedaagse zeilwedstrijd voor traditionele Hollandse platbodems, gezeild vanuit Volendam. Het evenement wordt georganiseerd sinds 1985, meestal in het eerste weekeinde van april.
In het deelnemersveld zijn onder andere klippers, tjalken, aken, botters en kwakken te vinden. In 2008 was er een voorlopig deelnemersrecord van 79 schepen. De wedstrijd geldt als informele start van het charter-seizoen.
Het evenement houdt de herinnering levend aan de riskante aardappeltransporten vanuit Friesland, die Volendammer vissers in de oorlogsjaren uitvoerden met hun schepen. Hierbij werden onder andere Amsterdams ziekenhuizen bevoorraad.